# Acraea bitjana
Acraea bitjana är en fjärilsart som beskrevs av Bethune-Baker 1926. Acraea bitjana ingår i släktet Acraea och familjen praktfjärilar. Inga underarter finns listade i Catalogue of Life.